# بحران خاورمیانه (۲۰۲۳–اکنون)
بحران خاورمیانه، مجموعه‌ای از جنگ‌های مرتبط در خاورمیانه است که با حملات ۷ اکتبر و جنگ پس از آن، آغاز و منجر به تشدید تنش‌های موجود بین اسرائیل و ایران شد. این تشدید تنش، منجر به درگیری‌های مستقیم و نیابتی متعددی شده است که در سراسر خاورمیانه، طرف‌های گوناگون را درگیر کرده است.
از آغاز جنگ غزه، که عمدتاً به جنوب اسرائیل و نوار غزه محدود می‌شد، جنگ‌ها و درگیری‌های مسلحانه‌ای در سایر بخش‌های خاورمیانه، به‌ویژه توسط شبه‌نظامیان اسلام‌گرای شیعه، مورد حمایت نظام جمهوری اسلامی ایران، گزارش شده است. گمانه‌زنی‌هایی وجود دارد که تشدید این حوادث، به ویژه بین اسرائیل و حزب‌الله لبنان، ممکن است کل منطقه را وارد یک درگیری نظامی تمام‌عیار کند. علاوه بر درگیری اسرائیل و حزب‌الله، شبه‌نظامیان حوثی مورد حمایت جمهوری اسلامی، مستقیماً با شلیک موشک به اسرائیل هر چند در مقیاس محدود، در درگیری شرکت کردند. حوثی‌ها از آن زمان، بیشتر بر توقیف کشتی‌های باری غیرنظامی که از دریای سرخ می‌گذرند، متمرکز شده‌اند تا خسارات اقتصادی به اسرائیل و اقتصاد جهانی وارد کنند و موجب حملات هوایی آمریکا و بریتانیا به یمن یمن تحت کنترل حوثی‌ها شوند. شبه‌نظامیان مورد حمایت جمهوری اسلامی در عراق و سوریه نیز حملات متعددی را علیه پایگاه‌های نظامی آمریکا در منطقه انجام داده‌اند. این رویارویی‌ها، به‌طور فزاینده‌ای، تنش‌ها را بین دشمنان دیرینه، ایران و آمریکا، به ویژه پس از حملات موشکی ۱۴۰۲ ایران در عراق و سوریه تشدید کرده است. در کرانه باختری، بیش از ۱۰۰ فلسطینی در درگیری‌های مسلحانه با سربازان و شهرک‌نشینان اسرائیلی کشته شده‌اند، زیرا خشونت در این سرزمین، پس از حمله حماس به اسرائیل، به شدت افزایش یافته است.

## رویدادها بر پایه منطقه

### کرانه باختری
همزمان با جنگ غزه، نیروهای اسرائیلی تقریباً هر روز حملات زمینی و هوایی به جوامع فلسطینی در سرزمین‌های اشغالی اسرائیل در کرانه باختری انجام داده‌اند که برخی از آنها منجر به درگیری با شبه‌نظامیان بومی فلسطینی شده است. خشونت چشمگیر بین اسرائیلی‌ها و فلسطینی‌ها در منطقه پیش از جنگ نیز وجود داشت. حماس می‌گوید یکی از اهداف حمله ۷ اکتبر پاسخ به افزایش خشونت علیه فلسطینی‌ها در کرانه باختری بوده است. در هفته‌های اول پس از حمله حماس، اسرائیل ۶۳ عضو حماس را در طولکرم دستگیر کرد و به مسجدی در جنین حمله کرد که گفته می‌شد حماس و جهاد اسلامی از آن استفاده می‌کنند. همزمان، حملات شهرک‌نشینان اسرائیلی در ماه اول جنگ بیش از دو برابر شد، که بخشی از افزایش کلی خشونت شهرک‌نشینان است. در ۲۸ اوت ۲۰۲۴، اسرائیل عملیات نظامی گسترده‌ای را در کرانه باختری آغاز کرد که شامل حملات زمینی، هوایی و مسدود کردن مسیرهای ورودی در جنین و طولکرم بود، که بزرگ‌ترین حمله آن در این منطقه از زمان انتفاضه دوم بود. در ۲۱ ژانویه ۲۰۲۵، اسرائیل یک حمله بزرگ دیگر را در جنین آغاز کرد و اعلام کرد که قصد دارد حضور نظامی بلندمدت خود را در این شهر حفظ کند، که نشان‌دهنده تغییر راهبرد است.
علاوه بر این، درگیری‌هایی بین تشکیلات خودگردان فلسطین و گروه‌های شبه‌نظامی مخالف آن در کرانه باختری رخ داده است. تشکیلات خودگردان فلسطین در منطقه اختیارات اداری جزئی دارد و تحت سلطه فتح است که همکاری‌هایش با ارتش اسرائیل برای امنیت توسط شبه‌نظامیان از جمله حماس و جهاد اسلامی فلسطین مورد انتقاد قرار گرفته است. درگیری‌ها بین شبه‌نظامیان و تشکیلات خودگردان فلسطین در ژوئیه ۲۰۲۴ تشدید شد و در ماه اکتبر، تشکیلات خودگردان فلسطین در پاسخ به تلاش‌های ایران برای تضعیف تشکیلات خودگردان فلسطین به نفع شبه‌نظامیان محلی، سرکوب شبه‌نظامیان در طوباس را آغاز کرد. در ماه دسامبر، این تشکیلات حمله دومی را در جنین آغاز کرد که گردان‌های جنین، یک گروه فراگیر از شبه‌نظامیان محلی را هدف قرار می‌داد.

### یمن و دریای سرخ

نقشه حملات جنبش حوثی‌ها به کشتی‌های تجاری در طول جنگ غزه

### عراق و اردن

#### حملات مقاومت اسلامی عراق به پایگاه‌های آمریکا

نقشه حملات به پایگاه‌های آمریکا در عراق، اردن و سوریه

از ١٧ اکتبر ٢٠٢٣، نیروهای شبه‌نظامی متحد ایران در عراق، در پاسخ به حمایت آمریکا از اسرائیل در جنگ غزه، سلسله حملاتی را علیه پایگاه‌های نظامی آمریکا در عراق، اردن و سوریه آغاز کردند. نخستین حمله به پایگاه هوایی عین الاسد آمریکا در عراق انجام شد. شبه‌نظامیان تا ژانویه ۲۰۲۴ بیش از ١٧٠ حمله علیه نیروهای آمریکایی در منطقه با هدف تحت فشار قرار دادن آمریکا برای خروج نیروهایش از منطقه که در طول جنگ با داعش مستقر کرده بود، انجام دادند. 